# Strada statale 157 della Valle del Biferno
La strada statale 157 della Valle del Biferno (SS 157), nota anche come strada provinciale 163 della Valle del Biferno (SP 163), è una strada statale italiana che collega la valle del Biferno con la valle del Trigno, attraversando il territorio dei monti Frentani.

## Storia
La strada statale 157 venne istituita nel 1953 con il seguente percorso: "Innesto con la SS. n. 87 presso la stazione di Matrice - Petrella - Civitacampomarano - Castelmauro - Bivio provinciale presso Palata - Bivio per Mafalda - Bivio per Montenero - Innesto con la SS. n. 16 presso la Masseria Falcone."

## Percorso
La strada ha origine dalla strada statale 647 Fondo Valle del Biferno all'altezza dell'uscita per Lucito, che viene brevemente raggiunta e attraversata.
Segue il bivio per Castelbottaccio e con un percorso alquanto tortuoso raggiunge Civitacampomarano e Castelmauro, nei pressi del monte Mauro. Lambisce quindi Acquaviva Collecroce e giunge a Palata, alle porte della quale si innesta la ex strada statale 483 Termolese. Prosegue lasciandosi ad est l'abitato di Tavenna e ad ovest quello di Mafalda, fino alle porte di Montenero di Bisaccia.
Infine si avvicina alla costa, superando l'A14 Bologna-Taranto ed innestandosi infine sulla strada statale 16 Adriatica nei pressi della stazione di Montenero-Petacciato.
In seguito al decreto legislativo n. 112 del 1998, dal 2001 la gestione è passata dall'ANAS alla Regione Molise, che ha provveduto al trasferimento dell'infrastruttura al demanio della provincia di Campobasso. La strada è poi tornata sotto gestione ANAS.